# Кишмиш

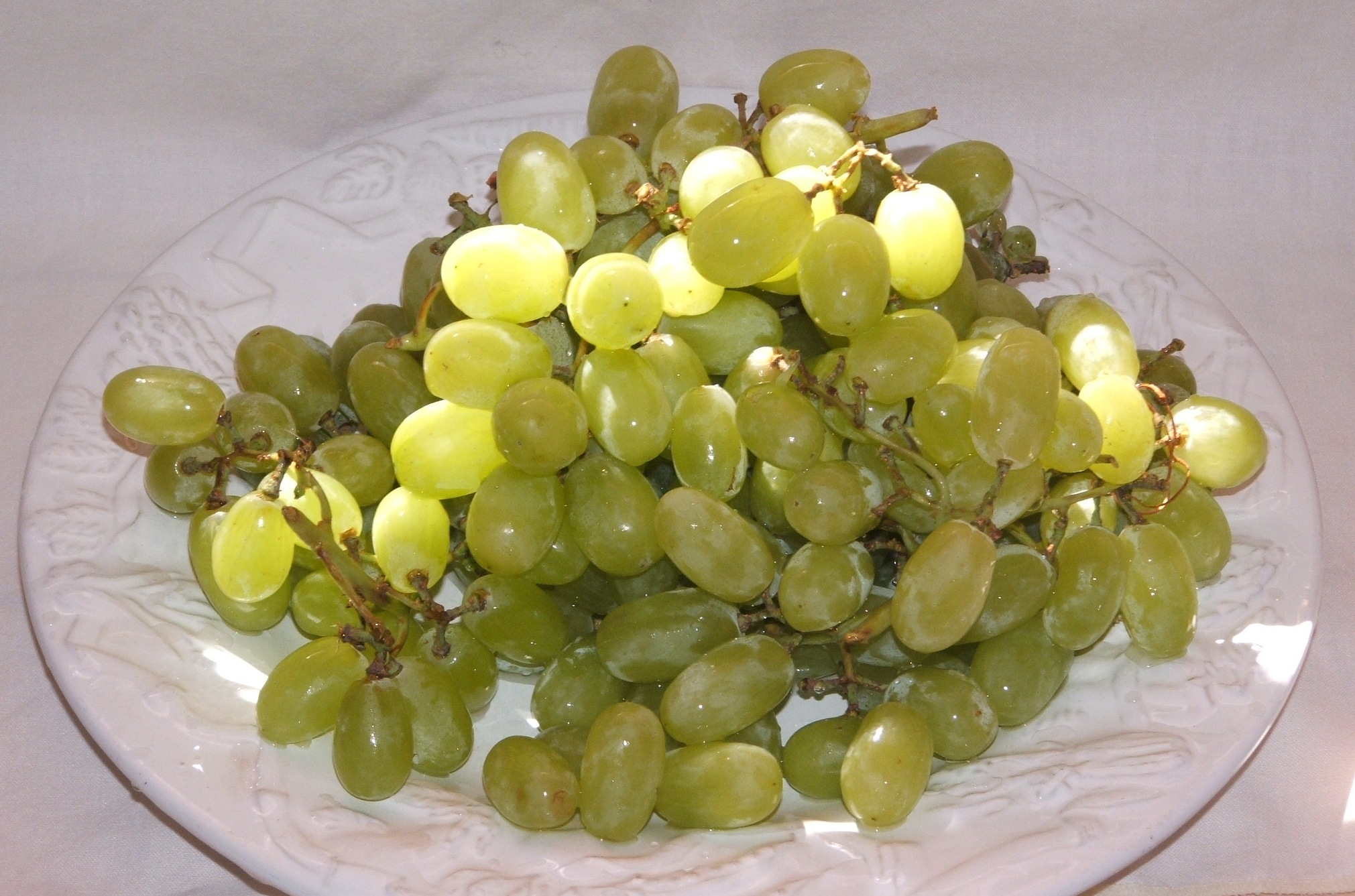
Білий Кишмиш

Кишмиш — група середньозернистих десертних сортів винограду без насіння, що вирощується без посівів, що походить із Середньої Азії. Найдавнішою згадкою про кишмиш є узбецька казка «Клич-Батир» [Архівовано 1 Грудня 2017 у Wayback Machine.].

## Географія
Країни широкого поширення: Іран, Ірак, Афганістан, Сирія, Туреччина, Греція, США, Австралія, Китай. Багато сортів кишмишу (особливо гібридних) плодоносять і на всій території України.

## Основні характеристики
Сорти мають ранній чи середній термін визрівання і дрібний або середній розмір ягід. Плоди можуть бути, залежно від сорту, від білого до темного кольору. Головною характеристикою сортів кишмиш є дуже дрібне, майже непомітне насіння в ягодах.

## Застосування
Крім вживання свіжих ягід, з кишмишу, як білого так і рожевого, роблять родзинки.

## Синоніми
Носить також такі назви: Султанина (Sultanina, Sultanine), Кіш-міш, Кішміш, Киш-миш.